# Sverigepartiet
Sverigepartiet (SvP) var ett svenskt högerextremt, nationalistiskt politiskt parti som bildades den 16 november 1986, då Framstegspartiets Stockholmsavdelning och kampanjorganisationen Bevara Sverige Svenskt (BSS) gick samman. Partiledare var Stefan Herrmann från Framstegspartiet och vice partiledare Sven Davidson från BSS. Partiet hade ett kansli på Södermalm i Stockholm.
Efter en initial framgång splittrades partiet av inre motsättningar: "Det som [Stefan] Herrmann-fraktionen hade svårast att smälta var känslan att BSS:arna gått bakom ryggen på partiledningen och upprätthållit icke partisanktionerade kontakter med utländska nazistpartier". En mindre grupp runt partiledningen behöll partinamnet "Sverigepartiet" medan en annan fraktion (BSS:arna) 1999 benämndes Sverigedemokraterna.

## Historia
Sverigepartiet bildades 16 november 1986 vid ett möte i Stockholm. Till partiledare valdes Stefan Hermann, med Sven Davidson som vice partiledare. Partistyrelsen innefattade bland andra Rikard Meyer, Jerker Magnusson, Leif Zeilon och Lars Ljungh. Partiets enda stormöte ägde rum på nationaldagen den 6 juni 1987 i Medborgarhuset i Stockholm, där tal hölls bland andra Hermann och Davidson. Partiet ställde aldrig officiellt upp i val och partitidningen Svensk Tidning kom bara ut i ett nummer.
I valet 1988 gick partiet ut i en kampanj där partiet varnade för de etablerade politiska partierna och manade till nationell solidaritet: "GIV EJ DIN RÖST åt landsförrädarna i valet 1988". På affischen, högst upp i vardera hörn, fanns två kelterkors som vanligt förekommer inom vit makt-miljön.

### Partiets upplösning
Efter interna stridigheter uteslöts Stefan Herrmann, Eva Liverfalk och Pether Pedersen, ledande för Framstegspartiets falang, vid ett möte 27 oktober 1987. Herrmann anklagades i en skrift till pressen för "antinationella" åsikter, emedan han förespråkat fri företagsamhet och velat begränsa fackföreningarnas makt och begränsa skatterna. Han ansågs dessutom inte vara "en god representant" för Sverigepartiets politik "genom vissa privathandlingar och beteenden som vi inte vill gå in på av etiska skäl". Det väckte också ont blod att en utlänning som Pether Pedersen getts ledande uppgifter.

### Partinamnet lever kvar
Trots den formella upplösningen skulle partinamnet Sverigepartiet leva kvar i åratal. Stefan Herrmann, Pether Pedersen och Lars Lindh utsågs sig själva till en ny partistyrelse, verksamheten var mycket begränsad och handlade mest om närradiosändningar i Stockholm (trots att partiet var upplöst satt dessa fortfarande formellt på sändningstillståndet). 406 personer röstade på Sverigepartiet i riksdagsvalet 1988.
Snart splittrades även denna grupp då Herrmann och Pedersen hamnade i konflikt med Lindh. Lindh satte ihop ett eget Sverigepartiet och fortsatte sända närradio i detta namn. En liten grupp kring honom fortsatte också att sprida amatörmässiga klistermärken och flygblad i liten skala tills nya bråk 1994 ledde till att partiledaren Lars Lindh uteslöts och partiet (återigen) upplöstes.[källa behövs] Under 1990-talet fick Sverigepartiet enstaka röster i riksdagsvalet avgivna på ej partimärkta valsedlar. 2018 fick partiet två röster i riksdagsvalet.

## Politik
Partiet var kritiskt till invandring. I partiprogrammet angavs att marknadsekonomi är överlägsen planekonomi, men man ville samtidigt eftersträva ett centralstyrt och reglerat samhälle. Utländska företag skulle förbjudas bedriva verksamhet i Sverige, "storfinansens makt" skulle brytas, frihandeln avskaffas och staten ges rätt att begränsa importen av utländska varor. I huvudsak skulle man importera från de nordiska länderna. Regeringen skulle styra löneförhandlingarna.
Historikern Heléne Lööw menar att Sverigepartiet var ideologiskt splittrat då det bestod av en mängd olika grupper; från högerpopulister till nationalsocialister. Med tiden utkristalliserades två grupper; dels BSS-falangen, dels den populistiska missnöjesfalangen runt partiledningen. Detta ska senare ha varit en bidragande faktor till partiets splittring. Efter splittringen bildade BSS-falangen Sverigedemokraterna och den populistiska missnöjesfalangen runt partiledningen behöll partinamnet Sverigepartiet.

## Partistyrelse
Presidium
- Stefan Herrmann, ordförande.
- Sven Davidson, vice ordförande.

Ledamöter

- Olle Engvall
- Eva Liverfalk
- Jerker Magnusson
- Richard Meyer
- Peter Pedersen
- Veikko Saarnijoki
- Leif Zeilon

Suppleanter

- Kristoffer Bäckström
- Jussi Hyvönen
- Lars Ljungh
- Michael Ohlin

### Citatförteckning
1. ↑  Citat ur Demokratins förgörare (SOU 1999:10) för demokratiutredningens skrift 28:
  - "Efter initiala framgångar i medlemsutvecklingen, sprängdes Sverigepartiet av inre motsättningar. En mindre grupp behöll partinamnet. En annan fraktion benämns i dag Sverigedemokraterna och är det främlingsfientliga och ”nationella” parti, som lyckats bäst i valdeltagandet alltsedan andra världskriget."
  - "...Bevara Sverige Svenskt (BSS), föregångaren till Sverigedemokraterna."
  - "SD bildades 1988 ur resterna av det då nyligen havererade Sverigepartiet. Detta parti utgjordes till stora delar av kampanjgruppen Bevara Sverige Svenskt, BSS, som skapades i slutet av 1970-talet av personer med rötter i den tidens nazistiska och fascistiska grupperingar."[2]

### Notförteckning
1. 1 2  Anna-Lena Lodenius och Stieg Larsson. Extremhögern. Tiden
2. 1 2 3  Hans Lindqvist. ”Nynazism: Förtrupp eller eftersläntrare”. Demokratins förgörare. Statens offentliga utredningar. http://data.riksdagen.se/fil/AE043946-6B21-46D1-B2B1-948212AB9C31
3. ↑  ”Arkiverade kopian”. Arkiverad från originalet den 22 januari 2016. https://web.archive.org/web/20160122163130/http://sdarkivet.se/svp-arkivet.php. Läst 13 augusti 2015.
4. ↑  ”Arkiverade kopian”. Arkiverad från originalet den 4 mars 2016. https://web.archive.org/web/20160304221957/http://sdarkivet.se/svp/publikationer/svensk_tidning/Svensk_Tidning_nr-01-02.pdf. Läst 15 augusti 2015.
5. ↑  ”Arkiverade kopian”. Arkiverad från originalet den 9 mars 2016. https://web.archive.org/web/20160309000533/http://sdarkivet.se/?id=194. Läst 8 mars 2016.
6. ↑  ”Arkiverade kopian”. Arkiverad från originalet den 22 november 2016. https://web.archive.org/web/20161122153605/http://sdarkivet.se/svp/partisplittring/Info_1987-11.pdf. Läst 21 november 2016.
7. ↑  Contra 1 1988.
8. ↑  Lodenius & Larsson 1994, s. 41.
9. ↑  https://historik.val.se/val/val2018/slutresultat/R/rike/index.html Val 2018 Valmyndigheten Läst=20181013
10. ↑  Contra 3 1987.
11. ↑  Sverigedemokraterna inga arvtagare till nationalsocialisterna Arkiverad 12 februari 2021 hämtat från the Wayback Machine. Heléne Lööw
12. 1 2 3  ”Medlemsbulletin januari 1987”. http://sdarkivet.com/svp/publikationer/medlemsbulletin/Medlemsbulletin_1987-1.pdf. Läst 8 maj 2024.